# 奇英成
奇英成（1942年1月—），男，蒙古族，内蒙古准格尔旗人，中华人民共和国政治人物，内蒙古自治区政协原副主席，中国国民党革命委员会中央委员会原常务委员、内蒙古自治区委员会原主任委员，第九、十届全国人大代表。